# Esclavos vascos del III Reich
Esclavos Vascos del III Reich es un documental sobre los vascos supervivientes del holocausto nazi. 
Ficha técnica: Productora: Baleuko para ETB. (Euskadi 2002) [B/N-color, 50 min]
Entrevistas: Shimon T. Sammuels, Lucien Saboulard, Marcelino Bilbao Bilbao, Simone Vilalta, Lucía Odria, María Puy Odria, Charles Palant, Wolfgang Gibowski, Lothar Evers, Ursula Reutter, Wolfgang Gehrcke y Dieter Wiefelpütz.
El largometraje cuenta con testimonios en primera persona la historia de algunos republicanos vascos que acabaron en manos del III Reich. Este documental de 50 minutos de duración se sitúa en la dura lucha de los españoles y españolas que, huyendo de una muerte certera durante la guerra civil española y los primeros años de dictadura en España, terminaron en los campos de exterminio nazis como apátridas, esclavos del III Reich.
- Datos: Q5837640